# Cheonggu (metropolitana di Seul)
Cheonggu (청구역 - 靑丘驛, Cheonggu-yeok ) è una stazione della metropolitana di Seul interscambio fra la linea 5 e la linea 6 della metropolitana di Seul.

## Storia
- 12 dicembre 1996: la stazione apre sulla linea 5 come stazione di Gwanghoemun (광희문역 - 光熙門驛, Gwanghoemun-yeok )
- 26 marzo 1997: il nome viene cambiato in quello attuale
- 15 dicembre 2000: arriva la linea 6, e la stazione diventa di interscambio

## Linee
SMRT
● Linea 5 (Codice: 537)
● Linea 6 (Codice: 634)

## Struttura
La stazione è un interscambio fra le linee 5 e 6 della metropolitana di Seul. La linea 5 è posta al secondo piano sotterraneo, sotto il mezzanino, con una banchina a isola e due binari passanti. Al piano inferiore è presente la linea 6, con due marciapiedi laterali. Entrambe le linee possiedono porte di banchina a piena altezza.
Linea 5
| Direzione Banghwa             | ● Linea 5 | per Jongno 3-ga, Gongdeok, Yeouido, Gimpo Aeroporto e Banghwa |
| Direzione Sangil-dong/Macheon | ● Linea 5 | per Wangsimni, Sangil-dong e Macheon                          |

Linea 6
| Direzione Eungam     | ● Linea 6 | per Itaewon, Gongdeok, Digital Media City e Eungam |
| Direzione Bonghwasan | ● Linea 6 | per Dongmyo-ap, Seokgye, Taereung e Bonghwasan     |

## Stazioni adiacenti
| «                                 | Servizio | »         |
| Linea 5                           | Linea 5  | Linea 5   |
| --------------------------------- | -------- | --------- |
| Dongdaemun History & Culture Park | -        | Singeumho |
| Linea 6                           |          |           |
| Yaksu                             | -        | Sindang   |